# Australobius abbreviatus
Australobius abbreviatus е вид стоножка от семейство Lithobiidae. Видът е застрашен от изчезване.

## Разпространение
Разпространен е в Сейшели.